# Аркола (Іллінойс)
Аркола (англ. Arcola) — місто (англ. city) в США, в окрузі Дуглас штату Іллінойс. Населення — 2927 осіб (2020).

## Географія
Аркола розташована за координатами 39°41′1″ пн. ш. 88°18′3″ зх. д. / 39.68361° пн. ш. 88.30083° зх. д. (39.683576, -88.300851).  За даними Бюро перепису населення США в 2010 році місто мало площу 5,23 км², з яких 5,17 км² — суходіл та 0,06 км² — водойми.

## Демографія
Згідно з переписом 2010 року, у місті мешкало 2916 осіб у 1055 домогосподарствах у складі 758 родин. Густота населення становила 558 осіб/км².  Було 1140 помешкань (218/км²).
Расовий склад населення:
| - 85,6 % — білих - 0,9 % — азіатів - 0,3 % — чорних або афроамериканців - 0,2 % — корінних американців - 11,4 % — осіб інших рас |

До двох чи більше рас належало 1,6 %. Частка іспаномовних становила 29,8 % від усіх жителів.
За віковим діапазоном населення розподілялося таким чином: 26,3 % — особи молодші 18 років, 58,3 % — особи у віці 18—64 років, 15,4 % — особи у віці 65 років та старші. Медіана віку мешканця становила 38,3 року. На 100 осіб жіночої статі у місті припадало 99,5 чоловіків;  на 100 жінок у віці від 18 років та старших — 95,6 чоловіків також старших 18 років.
Середній дохід на одне домашнє господарство  становив 59 793 долари США (медіана — 49 303), а середній дохід на одну сім'ю — 66 918 доларів (медіана — 59 450). Медіана доходів становила 41 142 долари для чоловіків та 32 528 доларів для жінок. За межею бідності перебувало 14,8 % осіб, у тому числі 27,8 % дітей у віці до 18 років та 9,5 % осіб у віці 65 років та старших.
Цивільне працевлаштоване населення становило 1484 особи. Основні галузі зайнятості: виробництво — 38,1 %, освіта, охорона здоров'я та соціальна допомога — 19,5 %, будівництво — 6,0 %, мистецтво, розваги та відпочинок — 5,5 %.